# 목걸이

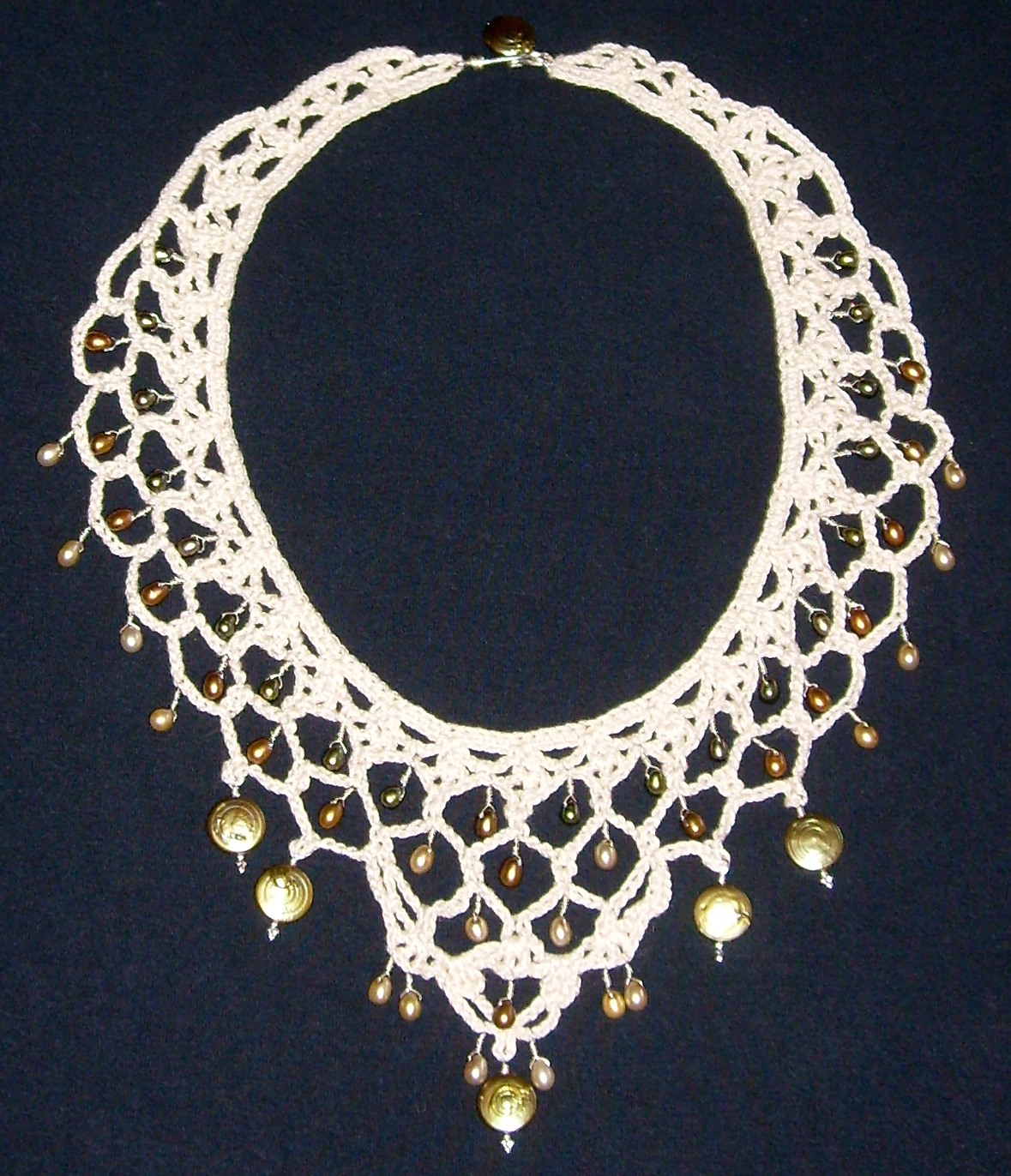
목걸이

목걸이는 목에 두르거나 장식하기 위해 거는 줄 모양으로 된 장신구이다. 옷에 달려있는 경우도 있으며, 색깔과 종류가 다양하다.

## 같이 보기
- 목도리
- 목줄
- 귀걸이